# Alexander Dinghas
Alexander Dinghas (1908-1974) est un mathématicien allemand d'origine grecque. Ses contributions principales sont en analyse complexe, théorie de Nevanlinna et croissance des fonctions sousharmoniques.

## Biographie
Dinghas est fils d'un instituteur ; il est lycéen à Athènes, où sa famille arrive de Smyrna en 1922. À partir de 1925, il étudie la construction mécanique et l'électrotechnique à Athènes, avec un diplôme en 1930, et à partir de 1931 les mathématiques, la physique et la philosophie à Berlin à l'université Humboldt, où il obtient un doctorat sous la supervision d'Erhard Schmidt en 1936 (« Beiträge zur Theorie der meromorphen Funktionen »). En 1939, il y obtient une habilitation. N'étant pas citoyen allemand, sa carrière à Berlin est initialement bloquée. En 1947, il est devient professeur titulaire à l'université Humboldt et en 1949 à l'université libre de Berlin, passagèrement il est directeur de l'institut de mathématiques. En 1951, il devient en plus professeur honoraire à l'TH Berlin. Il est entre autres professeur invité à l'Université Fordham à New York et à l'université Columbia (en 1953).
Dinghas travaille dans plusieurs domaines mathématiques, y compris les équations différentielles, les fonctions d'une ou plusieurs variables complexes, la théorie de la mesure et la géométrie différentielle. Ses contributions principales sont en analyse complexe (théorie de Nevanlinna, croissance des fonctions sousharmoniques). Il étudie également les équations différentielles et la géométrie différentielle : comme son professeur Erhard Schmidt, il travaille sur le problème d'isopérimétrie dans les espaces de courbure constante. De 1962 à 1966 et de 1969 à 1971, Dinghas est président de la Berliner Mathematische Gesellschaft. Il était membre correspondant de l'Académie des sciences de Heidelberg, membre l'Académie finlandaise des sciences (1973) et de l'Académie norvégienne des sciences et des lettres (1957). Il était membre de Sigma-Xi, Chapter Fordham, Bronx N.Y. (1971), de l'American Mathematical Society, de la London Mathematical Society, de la Société mathématique de France, de la Österreichische Mathematische Gesellschaft, de la Deutsche Mathematiker-Vereinigung.

## Publications (sélection)
- Vorlesungen über Funktionentheorie, Springer, coll. « Die Grundlehren der mathematischen Wissenschaften » (no 110), 1961, xv+403 (MR 0179329)
- Minkowskische Summen und Integrale. Superadditive Mengenfunktionale. Isoperimetrische Ungleichungen, Paris, Gauthier-Villars, coll. « Mémoires Sci. Math. » (no fasc. 149), 1961, 101 p. (MR 0132456)
- Einführung in die Cauchy-Weierstrass'sche Funktionentheorie, Mannheim-Zurich, Bibliographisches Institut, coll. « B. I. Hochschultaschenbücher » (no 48), 1968, x+114 (MR 024703)
- « Zur Differentialgeometrie der klassischen Fundamentalbereiche », S.-B. Heidelberger Akad. Wiss. Math.-Natur. Kl.,‎ 1974, p. 21-41 (MR 0361178).
- « Zur  Charakterisierung der Riemannschen Zetafunktion durch Hadamardsche Funktionalgleichungen », Rev. Roumaine Math. Pures Appl., vol. 19,‎ 1974, p. 995-1007 (MR 0371832).